# NGC 5562
NGC 5562 هي مجرة تتبع كوكبة العواء. اكتشفها فيلهلم تمبل في 28 يونيو 1883.

## روابط خارجية
- NGC 5562 على موقع ويكي سكاي: DSS2, SDSS, GALEX, IRAS, Hydrogen α, X-Ray, Astrophoto, Sky Map, Articles and images